# Мборє

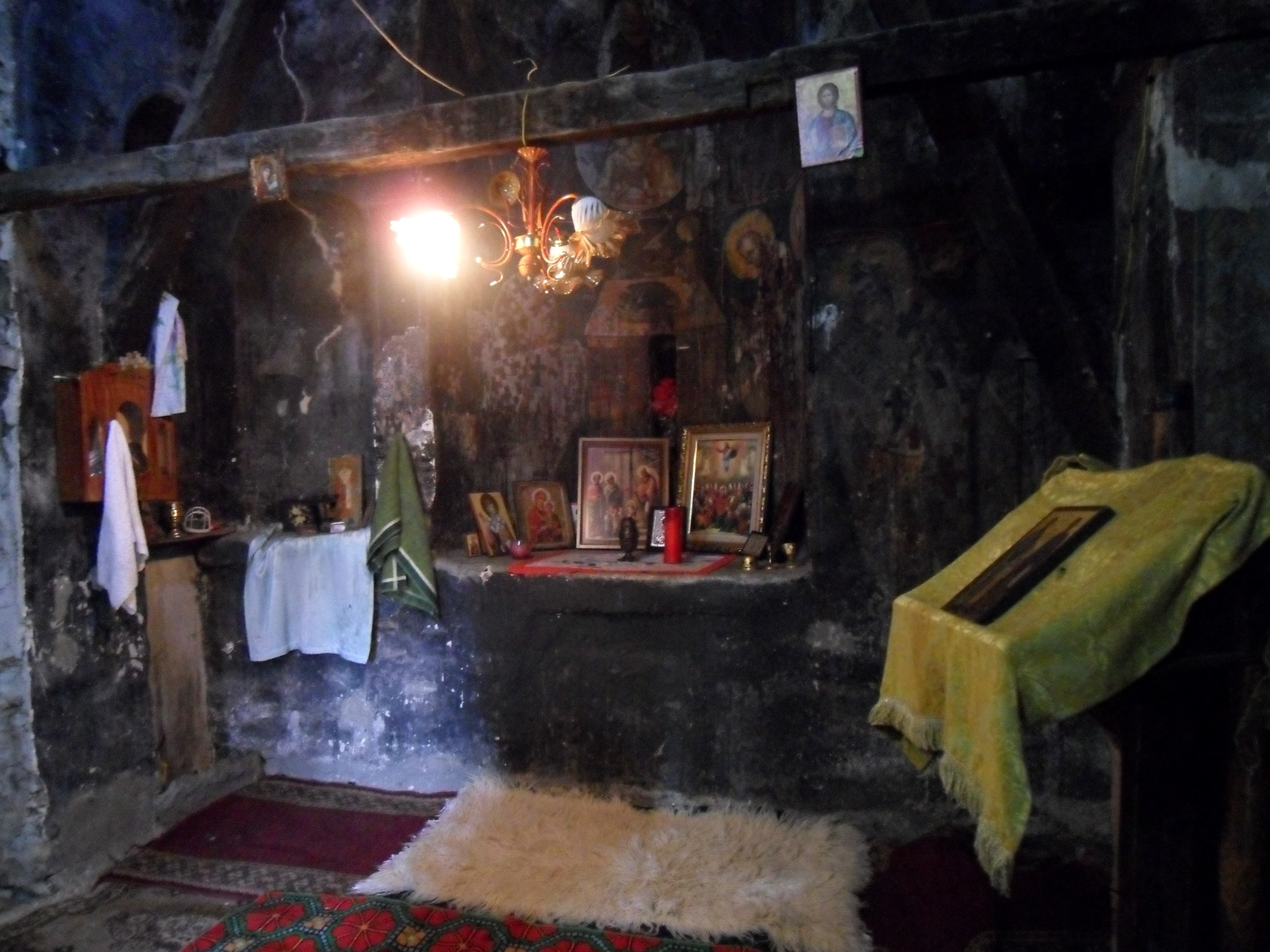
Інтер'єр церкви в Мборє

Мборє (алб. Mborja) — село в області Корча на південному сході Албанії.Після реформи місцевого самоврядування 2015 року воно стало частиною муніципалітету Корча. Це південно-східне передмістя Корчі .

## Історія
Церква Святого Воскресіння (алб. Kisha e Ristozit), церква XIV століття (13 листопада 1389 року ),є однією з найважливіших культурних пам'яток поселення. 
До кінця XV століття, після того як Корчу заснував Ільяс-бей Мірахорі, — місцевий албанський феодал, який прийняв іслам, — нове місто, ймовірно, спочатку було заселене мешканцями старого замку Мборє.
Протягом XV — початку XVI століття замок перебував під контролем Османської імперії. У Тапу-дефтері 1519 року зафіксовано згадку про християнські мюзелеми в замку. Згідно з цим документом, село Мборє (Енборьо), що входило до адміністративної одиниці Корча (Ґьоріче), налічувало 88 християнських і 18 мусульманських домогосподарств.. 

## Видатні люди
- Дхімітер Мборджа, підписант Декларації незалежності Албанії
- Тефік Мборджа, генеральний секретар Албанської фашистської партії